# Noi saremo tutto
Noi saremo tutto è un romanzo scritto da Valerio Evangelisti pubblicato nel 2004. Uno dei pochi libri non fantasy scritti da Evangelisti, è ambientato negli Stati Uniti d'America dei porti e dei sindacati in cui persone senza scrupoli come Eddie Florio (il protagonista del romanzo) si muovono per arricchirsi alle spalle degli operai.

## Trama
La storia nel libro descrive tutti i passaggi del protagonista, Eddie Florio, fino ai vertici della famiglia mafiosa al fianco di Albert Anastasia. Storia cruda, data la totale mancanza di umanità di Eddie nei confronti di chiunque; compresi i parenti e soprattutto il sesso femminile (tema spesso affrontato da Evangelisti in altri libri).
I temi principali trattati nel libro sono:
- I Wobblies, quel segmento della classe operaia statunitense degli anni '20 organizzata intorno agli Industrial Workers of the World (IWW), riferimento costante della storia. Il titolo del libro Noi saremo tutto è proprio uno slogan del movimento.
- Il sindacato portuale International Longshoremen's Association o (ILA), di cui fa parte come dirigente Florio.
- I rapporti degli Stati Uniti con il comunismo. Dalla diffidenza iniziale, passando per l'alleanza nella seconda guerra mondiale, per poi tornare come nemico pubblico numero uno nel dopoguerra, con l'epurazione completa dei comunisti dalla vita pubblica portata a termine durante il Maccartismo.
- La cupola (combination) italo-ebrea che spadroneggiava in varie città statunitensi.
- L'anonima omicidi, braccio armato della sindacato nazionale del crimine: un gruppo di killer responsabile della morte, attorno agli anni '40, di un numero compreso tra le 400 e le 700 persone ed operante nella zona di Brooklyn, New York.
- Quasi tutti i personaggi della famiglia Gambino presenti sul libro sono realmente esistiti.

## Edizioni
- Valerio Evangelisti, Noi saremo tutto, Mondadori, Milano 2004